# Sędzin
Sędzin (przed ustaleniem obowiązującej ortogfafii Zandyno, Sandzyno) – wieś w Polsce, położona w województwie kujawsko-pomorskim, w powiecie aleksandrowskim, w gminie Zakrzewo, przy drodze numer 266 prowadzącej z Konina przez Radziejów i Aleksandrów Kujawski do Ciechocinka.

## Podział administracyjny
Wieś duchowna Sędzino położona była w 1785 roku w województwie inowrocławskim. Sandzino było wsią prebendalną płockiej kapituły katedralnej w 1542 roku. Do 1954 roku istniała gmina Sędzin. W latach 1975–1998 miejscowość administracyjnie należała do województwa włocławskiego. Wieś sołecka – zobacz jednostki pomocnicze gminy Zakrzewo w BIP.

## Demografia
Według Narodowego Spisu Powszechnego (III 2011 r.) liczył 258 mieszkańców. Jest czwartą co do wielkości miejscowością gminy Zakrzewo.

## Historia wsi
Pierwsza wzmianka o Sędzinie (Zandynie) pochodzi z 1252 r. z przywileju dla wsi nadanego przez księcia kujawskiego Kazimierza. W 1366 r. Jacussius de Sandzyno jest kanonikiem płockim.
W drugiej połowie XIX wieku, Kolonia Sędzina miała obszar 1445 mórg włościańskich (około 808,9 ha) i 207 mieszkańców, a wieś Sędzin i folwark miały 240 mieszkańców. We wsi Sędzin powierzchnia gruntów włościańskich wynosiła 191 mórg i 1184 mórg folwarcznych. W tym czasie w majątku ziemskim w Sędzinie było 19 budynków murowanych i 12 drewnianych. W Sędzinie był wiatrak i olejarnia.
W latach 1913–1918 u miejscowego kowala zawodu uczył się Franciszek Beciński. W 1929 r. w Sędzinie (wraz z kolonią Sędzina) było 580 mieszkańców. W XIX wieku i do 1954 r. Sędzin był siedzibą gminy Sędzin do której należały m.in.: Adolfin, Bodzanowo, Byczyna, Dęby, Gęsin, Gosławice, Kłonowo, Koszczały, Krzywosądz, Michałowo, Przysiek, Rokitki, Skibin, Szczeblotowo, Ujma Duża i Zakrzewo.

## Parafia
Parafia św. Mateusza Apostoła w Sędzinie należy do dekanatu radziejowskiego w Diecezji Włocławskiej. Data powstania parafii nie jest znana. Obecny drewniany kościół w Sędzinie wybudowany został w 1750 r. Kościół był restaurowany w 1842 r., w tym czasie wybudowano murowaną plebanię krytą dachówką.
W czasie II wojny światowej kościół był zamknięty. Miejscowy proboszcz ks. Wojciech Kmieć nie trafił do obozu koncentracyjnego, jak księża z sąsiednich parafii, tylko dlatego, że miał już 86 lat. Po wyrzuceniu z plebanii znalazł schronienie u nauczyciela Bonifacego Zielonki, który później był asystentem w Katedrze Prehistorii na UMK w Toruniu.
Parafia Sędzin w 2019 roku liczyła ok. 1000 parafian. Proboszczem jest ks. Karol Kaczewiak.

## Zabytki
Według rejestru zabytków NID na listę zabytków wpisany jest drewniany kościół parafialny pw. św. Mateusza z poł. XVIII w., nr rej.: A/448 z 1.06.1955 i z 17.02.1981.